# Gyslättasjön
Gyslättasjön är en sjö i Alvesta kommun i Småland och ingår i Mörrumsåns huvudavrinningsområde. Sjön är 9 meter djup, har en yta på 0,286 kvadratkilometer och är belägen 225 meter över havet. Sjön avvattnas av vattendraget Lekarydsån. Vid provfiske har abborre, braxen, gädda och mört fångats i sjön.

## Delavrinningsområde
Gyslättasjön ingår i det delavrinningsområde (633491-142174) som SMHI kallar för Ovan 633443-142408. Medelhöjden är 224 meter över havet och ytan är 33,65 kvadratkilometer. Det finns inga avrinningsområden uppströms utan avrinningsområdet är högsta punkten. Lekarydsån som avvattnar avrinningsområdet har biflödesordning 2, vilket innebär att vattnet flödar genom totalt 2 vattendrag innan det når havet efter 125 kilometer. Avrinningsområdet består mestadels av skog (79 procent). Avrinningsområdet har 1,82 kvadratkilometer vattenytor vilket ger det en sjöprocent på 5,4 procent.